# Chosen (EP Måneskin)
Chosen è il primo EP del gruppo musicale italiano Måneskin, pubblicato l'8 dicembre 2017 dalla Sony Music e dalla RCA Records.

## Descrizione
Il disco contiene due brani scritti dal gruppo, tra cui il singolo omonimo, e cinque cover da loro arrangiate in chiave rock di altrettanti brani incisi da artisti italiani ed internazionali.

## Tracce
1. Chosen – 2:42 (testo: Damiano David – musica: Victoria De Angelis, Thomas Raggi, Ethan Torchio)
2. Recovery – 2:55 (testo: Damiano David – musica: Victoria De Angelis, Thomas Raggi, Ethan Torchio)
3. Vengo dalla Luna – 3:04 (Diego Perrone, Michele Salvemini) – originariamente interpretata da Caparezza
4. Beggin' – 3:31 (Peggy Farina, Bob Gaudio) – originariamente interpretata dai The Four Seasons
5. Let's Get It Started – 2:26 (William Adams, Mike Fratantuno, Jaime Gomez, George Pajon Jr., Allan Pineda, Terrence Yoshiaki Graves) – originariamente interpretata dai Black Eyed Peas
6. Somebody Told Me – 2:41 (David Keuning, Mark Stoermer, Ronnie Vannucci, Brandon Flowers) – originariamente interpretata dai The Killers
7. You Need Me, I Don't Need You – 3:30 (Ed Sheeran) – originariamente interpretata da Ed Sheeran

## Formazione
Gruppo
- Damiano David – voce, arrangiamento (tracce 1 e 2)
- Victoria De Angelis – basso, arrangiamento (tracce 1 e 2)
- Thomas Raggi – chitarra elettrica, arrangiamento (tracce 1 e 2)
- Ethan Torchio – batteria, arrangiamento (tracce 1 e 2)

Produzione
- Måneskin – produzione (tracce 1 e 2)
- Gianmarco Manilardi – montaggio e programmazione (traccia 1)
- Donato Romano – missaggio (traccia 1)
- Antonio Baglio – mastering (traccia 1)
- Lucio Fabbri – produzione (tracce 3-7)
- Alessandro Marcantoni – registrazione (tracce 3-7)
- Fabio Paciucci – assistenza alla registrazione (tracce 3-7)
- Pietro Caramelli – mastering (tracce 3-7)
- Claudio Giussani – mastering (tracce 3-7)

## Classifiche

### Classifiche settimanali
| Classifica (2018-23) | Posizione massima |
| -------------------- | ----------------- |
| Austria              | 20                |
| Belgio (Fiandre)     | 9                 |
| Belgio (Vallonia)    | 45                |
| Canada               | 21                |
| Danimarca            | 6                 |
| Finlandia            | 2                 |
| Islanda              | 8                 |
| Italia               | 3                 |
| Lettonia             | 6                 |
| Lituania             | 2                 |
| Norvegia             | 11                |
| Polonia              | 8                 |
| Stati Uniti          | 103               |
| Stati Uniti (rock)   | 14                |
| Svezia               | 7                 |
| Svizzera             | 49                |

### Classifiche di fine anno
| Classifica (2017) | Posizione |
| ----------------- | --------- |
| Italia            | 66        |
| Classifica (2018) | Posizione |
| Italia            | 24        |
| Classifica (2021) | Posizione |
| Belgio (Fiandre)  | 114       |
| Danimarca         | 76        |
| Islanda           | 73        |
| Italia            | 32        |
| Svezia            | 78        |
| Classifica (2022) | Posizione |
| Italia            | 73        |
| Lituania          | 19        |